# Casearia uleana
Casearia uleana är en videväxtart som beskrevs av H.O. Sleum.. Casearia uleana ingår i släktet Casearia och familjen videväxter. Inga underarter finns listade i Catalogue of Life.